# Ribadavia
Ribadavia – gmina w Hiszpanii, w prowincji Ourense, w Galicji, o powierzchni 25,16 km². W 2011 roku gmina liczyła 5319 mieszkańców.